# Свиридов, Владимир Петрович

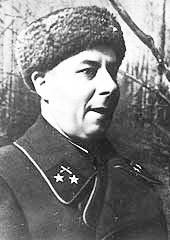
Генерал-майор артиллерии Владимир Петрович Свиридов.

Владимир Петрович Свиридов (до 1930 года — Филимон Петрович Свирид) (25 ноября) 7 декабря 1897, дер. Козуличи, ныне Кировского р-на Могилёвской области — 3 мая 1963, Ленинград) — советский военачальник, генерал-лейтенант артиллерии (30.08.1943).

## Биография
Родился 25 ноября (7 декабря) 1897 года в деревне Козуличи Бобруйского уезда Минской губернии (ныне — Кировского района Могилёвской области) в семье крестьянина. Окончил Паневежскую учительскую семинарию.

## Первая мировая и гражданская войны
На военную службу в Русскую императорскую армию призван в 1916 году и направлен в Виленское военное училище в г. Полтава. После окончания в июне 1916 года краткосрочного курса училища произведен в прапорщики.
В конце августа 1916 года направлен в действующую армию на Западный фронт, где был назначен командиром взвода в 219-й Котельничский полк 55-й пехотной дивизии. В апреле 1917 года командирован на артиллерийские курсы при 55-й артиллерийской бригаде. По их окончании в июле произведен в поручики, переведен в артиллерию и назначен командиром взвода 3-й артиллерийской батареи этой же артиллерийской бригады.
В феврале 1918 года, после демобилизации из армии, поступил в Могилевский педагогический институт. Окончив первый курс в мае 1919 года, был мобилизован в Красную армию.
Участник Гражданской войны: командир взвода 33-го гаубичного дивизиона, затем 17-го гаубичного дивизиона 17-й Нижегородской стрелковой дивизии. В составе дивизии сражался с белополяками под Молодечно и Минском, участвовал в походе на Варшаву и оборонительных боях под Слуцком. Осенью 1920 года в составе дивизиона участвовал в ликвидации вооружённых формирований генерала С.Н. Булак-Балаховича под Мозырем.

## Межвоенный период

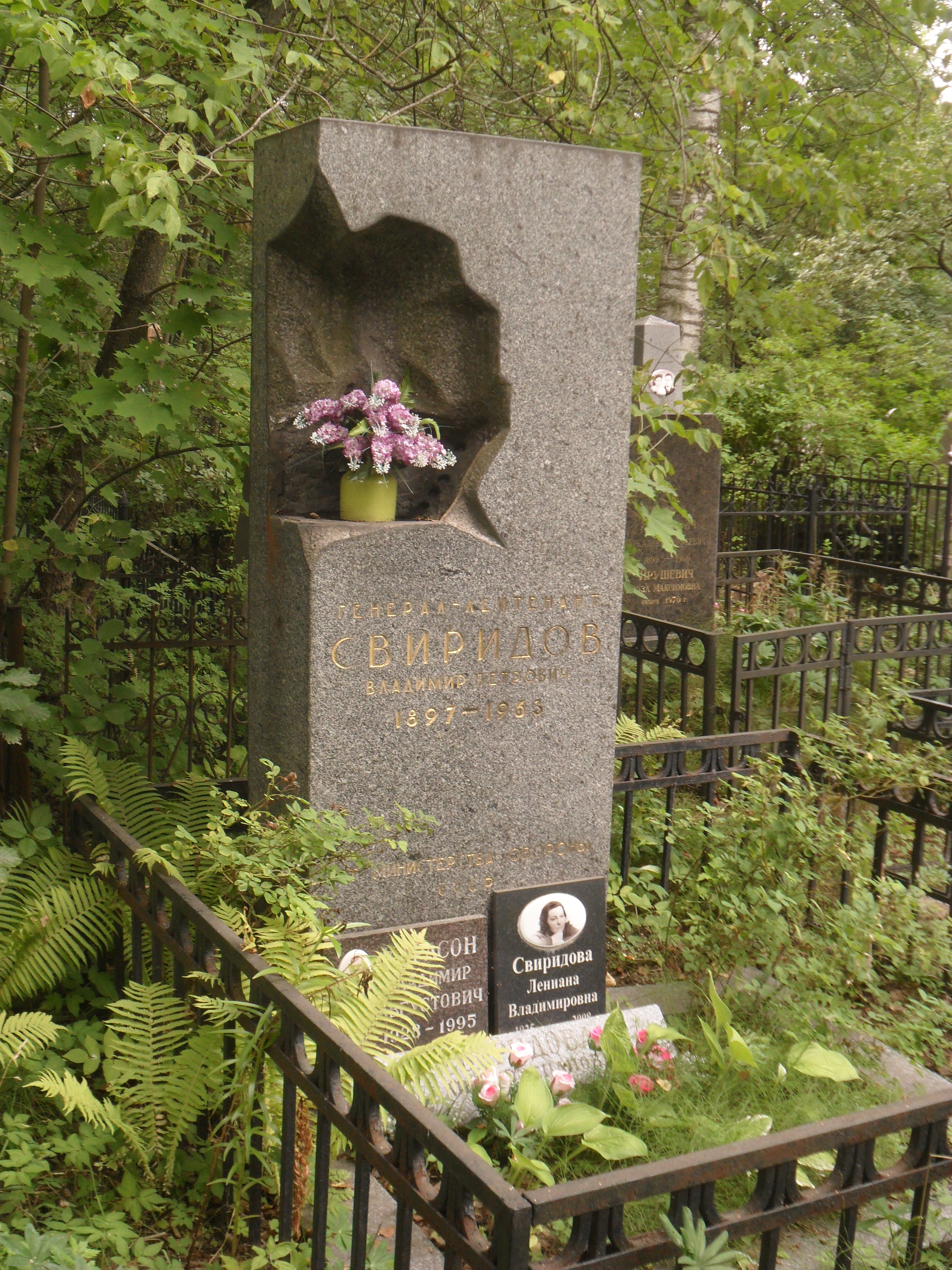
Могила Свиридова на Богословском кладбище Санкт-Петербурга.

После войны в июне 1921 года дивизион был передислоцирован под Рязань. После окончания Высшей артиллерийской школы комсостава в г. Детское Село он был оставлен в строевом отделе этой же школы в должности командира взвода повторной артиллерийской школы артиллерии, а затем исполнял должность начальника курса орудийных мастеров. В октябре 1926 года он был назначен командиром артиллерийской батареи Московской артиллерийской школы.
Член ВКП(б) с 1926 года.
В мае 1930 года окончил Военную академию РККА имени М.В. Фрунзе по 1-му разряду и был назначен начальником штаба 8-го артиллерийского полка 8-й стрелковой дивизии Белорусского военного округа. С апреля 1931 года — командир и комиссар 16-го артиллерийского полка 16-й стрелковой дивизии Ленинградского военного округа, с февраля 1934 года — начальник артиллерии 1-го стрелкового корпуса в Новгороде. В июне 1936 года его переводят в штаб округа на должность начальника отделения боевой подготовки отдела артиллерии.
По окончании в октябре 1937 года 1-го курса Академии Генштаба РККА переведен на преподавательскую работу и назначен старшим руководителем кафедры тактики. С декабря 1937 года — командующий артиллерией Белорусского Особого военного округа, с января 1939 года - командующий артиллерией Среднеазиатского военного округа, с апреля 1940 года - командующий артиллерией Ленинградского военного округа. Комбриг с 29.10.1939, генерал-майор артиллерии с 04.06.1940 (Постановление СНК СССР № 945).

## Великая Отечественная война
С началом войны генерал-майор артиллерии В.П. Свиридов — командующий артиллерией Северного фронта. С октября 1941 года - командующий артиллериейЛенинградского фронта. Один из организаторов обороны Лужского рубежа. С 7 ноября 1941 года — командующий 55-й армии. 15 декабря 1943 года 55-я армия была объединена с 67-й армией того же фронта, командующим которой стал В.П. Свиридов. Соединения 67-й армии под командованием В. П. Свиридова до января 1944 года прочно обороняли Лигово, Камень, южную окраину Пулково, затем участвовали в Ленинградско-Новгородской наступательной операции и освобождении населённых пунктов Мга и Луга.
30 августа 1943 года Свиридову было присвоено звание генерал-лейтенанта. 4 марта 1944 года он был ранен и тяжело контужен. С 24 марта 1944 года и до конца войны он командовал 42-й армией на Ленинградском, 2-м и 3-м Прибалтийских фронтах. Войска под его командованием принимали активное участие в прорыве блокады Ленинграда, а также в Ленинградско-Новгородской наступательной операции. 42-я армия успешно действовала и в ходе Псковско-Островской наступательной операции, в ходе которой 23 июля штурмом овладели городом и ж.-д. узлом Псков. В конце июля 1944 года управление армии с армейскими частями были выведены в резерв Ставки ВГК, затем с 10 августа вошли в состав 2-го Прибалтийского фронта и участвовали в Рижской наступательной операции. Прорвав оборону противника, войска армии к концу августа продвинулись до 50 км, вышли к тыловому оборонительному рубежу «Сигулда», где временно перешли к обороне. С 8 но 15 октября армия была перегруппирована на левый фланг фронта в район Добеле (60 км юго-западнее г. Рига) и с 16 октября возобновила наступление на Либаву. С выходом к Тукумскому оборонительному рубежу она во взаимодействии с другими армиями фронта осуществляла блокаду курляндской группировки противника вплоть до её полной капитуляции. Именно в должности командующего 42-й армии за умелое руководство подчинёнными войсками он получил оба своих полководческих ордена.

## Послевоенная карьера
После окончания войны с июля 1945 по ноябрь 1947 года — заместитель председателя Союзной контрольной комиссии в Венгрии. С 30 января 1948 по 20 апреля 1949 года - командующий Отдельной механизированной армией. С 20 апреля 1949 по 12 мая 1953 года — Главнокомандующий Центральной группой войск и одновременно, с мая 1949 года — Верховный комиссар Австрии. В 1954 году окончил Высшие академические курсы при Высшей военной академии имени К.Е. Ворошилова.
С 1 декабря 1954 по 1 марта 1957 года - первый заместитель командующего войсками Одесского военного округа.
С 29 марта 1957 — в отставке.
Депутат Верховного Совета СССР 3-го созыва (1950-1954).
Скончался 3 мая 1963 года в Ленинграде. Похоронен на Богословском кладбище Санкт-Петербурга.
Награждён: 2 орденами Ленина, 3 орденами Красного Знамени, орденами Суворова 1-й степени (1944), Кутузова 2-й степени (1944), медалями и иностранными орденами.